# Ургентни центар (српска ТВ серија, 1. сезона)
Прва сезона серије Ургентни центар је премијерно емитована од 6. октобра 2014. до 2. фебруара 2015. године и броји 16 епизода.

## Опис
Серија прати рад здравствених радника у Ургентном центру у Београду.

## Улоге

### Главне
- Марко Јањић као др. Марко Павловић
- Тамара Крцуновић као др. Милица Лукић
- Катарина Радивојевић као медицинска сестра Катарина Грујић
- Иван Босиљчић као др. Немања Арсић
- Зинаида Дедакин као медицинска сестра Љиљана Милановић
- Иван Јевтовић као др. Рефик Петровић
- Даница Максимовић као медицинска сестра Дана
- Власта Велисављевић као Господин Андрић (епизода 1)
- Стефан Бундало као Мишко (главни: епизоде 2-16; епизодни: епизода 1)
- Бојан Перић као Никола Ристић
- Мики Манојловић као др. Лазар Шћепановић

### Епизодне
Лекари и студенти
- Александар Ђурица као др. Драшковић
- Бојана Ординачев као др. Анђела Недовић
- Милица Мајкић као студенткиња Дијана Маровић
- Раде Миљанић као др. Стева
- Вахидин Прелић као др. Михајло Христић
- Мирсад Тука као др. Дејан Цветић
- Миљана Кравић као др. Ана Пејовић
- Маријана Мићић као др. Сара
- Софија Рајовић као др. Ксенија Јованов

Болничари
- Искра Брајовић као сестра Бранкица
- Ташана Ђорђевић као сестра Тања
- Горица Регодић као сестра Жика
- Јелена Ракочевић као сестра Слађа

Запослени, хитна помоћ и полиција
- Дубравка Ковјанић као Наташа Бајић
- Јелена Ћуривија као Оксана Володомиренко
- Слободан Павелкић као Видоје
- Иван Ђорђевић као Бошко
- Катарина Жутић као Дуња Ћук
- Дарко Томовић као службеник Главоњић

Породица
- Борка Томовић као Невена Павловић
- Тиња Дамњановић као Сања Павловић
- Јадранка Селец као Хелена Грујић
- Зумрита Јакуповић као Сандра
- Звонко Митровић као Адил
- Продана Бркић као Рефикова мама
- Наташа Марковић као Дуња Лукић

Остале улоге
- Михаела Стаменковић као Лидија Вукић[1]
- Андреј Шепетковски као Павић[2]
- Лепомир Ивковић као полицајац Бора[3]
- Јелена Ракочевић као Слађа[4]
- Гојко Балетић као Милетић[5]
- Нада Павловић као Госпођа Х[6]
- Тихомир Станић као Сава Гарић[7]
- Драган Мићановић као Вера Чворовић[8]
- Матеа Милосављевић као Јасна[9]
- Љубомир Бандовић као Ерић[8]

## Епизоде
| Бр. у серији | Бр. у сезони | Назив                 | Редитељ          | Сценариста      | Премијерно емитовање |
| --- | ------------ | --------------------- | ---------------- | --------------- | -------------------- |
| 1 | 1            | "24 часа (1. део)"    | Стеван Филиповић | Сара Радојковић | 6. октобар 2014.     |
| Уобичајен дан у Ургентном центру. Ужурбано је, стижу хитни случајеви, људи на граници живота и смрти и не зна се која ће страна превагнути. Један дека жели да умре јер су му саопштили да му је супруга управо преминула. У центар хитно доводе човека из урушене зграде и лекари показују велику пожртвованост. Посебан печат ставља млади стажиста који својим неискуством и првим сусретом са болесницима даје духовит печат целој причи и разбија напету атмосферу Ургентног центра, нарочито кад се сусрео са порођајем. Доктор Павловић, предан и посвећен свом послу губи болесника и због тога доживљава потрес. То тешко подноси и болница. |              |                       |                  |                 |                      |
| 2 | 2            | "24 часа (2. део)"    | Дејан Зечевић    | Сара Радојковић | 13. октобар 2014.    |
| Наизглед ужурбан дан као и сваки други у Ургентном центру претворио се у ноћну мору кад им је као болесница дошла омиљена сестра Катарина Грујић. Доктор Павловић се опет поставља као вођа екипе који бодри сараднике да прегрме ноћ секирације мислећи о понуди за личну амбуланту коју је добио. Доктор Арсић преиспитује своју кривицу због Кајине несреће, а доктор Рефик у преломном тренутку делује нагло и храбро - води болесника у операциону салу где први пут самостално оперише. |              |                       |                  |                 |                      |
| 3 | 3            | "Дан први"            | Дејан Зечевић    | Сара Радојковић | 20. октобар 2014.    |
| Стажиста Ристић први пут оживљава болесника док доктори Павловић, Арсић и Петровић дају све од себе да спасу мајку и ћерку, жртве саобраћајне несреће услед пијанства возача. Доктору Павловићу супруга долази у неочекивану посету да прославе полагање правосудног испита на начин због којег се цела болница дуго шалила на њихов рачун. Докторка Лукић се супротставља шефу психијатрије. Пред кршењем пословне етике налази се и стажиста Ристић кога заводи једна "чудна" болесница. Доктор Арсић скупља храброст да обиђе Катарину Грујић што на крају и чини.                                                                                 |              |                       |                  |                 |                      |
| 4 | 4            | "Одлазак кући"        | Дејан Зечевић    | Сара Радојковић | 27. октобар 2014.    |
| Једна посебно распевана болесница боји стварност Ургентног центра у ведрије тонове. Катарина Грујић се враћа на посао иако јој је тек први дан, а темпо Ургентног центра је немилосрдан. Докторка Лукић се први пут сусреће са доктором Драшковићем, особом која као да је створена да само њој загорчава живот. Први пут сумњају у њене здравствене одлуке и у пријатељство између ње и доктора Павловића које је све јаче. Доктор Арсић схвата да је Каја у озбиљној вези са ортопедим Христићем. |              |                       |                  |                 |                      |
| 5 | 5            | "Саобраћајна несрећа" | Дејан Зечевић    | Сара Радојковић | 3. новембар 2014.    |
| Противништво између доктора Петровића и докторке Саре је све вече, али их тешка операција хитног случаја тера да раде заједно. Стажиста Ристић по први пут треба да саопшти родитељима да им је син погинуо у саобраћајној несрећи, а то не пролази без сложености. Појављује се Рефиков зет. Катарина брине о дечаку Огију који изгубљен лута Ургентним центром јер му је мама задржана на одељењу. |              |                       |                  |                 |                      |
| 6 | 6            | "За лаку ноћ"         | Дејан Зечевић    | Сара Радојковић | 10. новембар 2014.   |
| Доктору Павловићу жена саопштава да је добила примамљив посао у Новом Саду. Стажиста Ристић се занима за полне болести због "једног његовог пријатеља". Докторка Лукић је поред напорног рада у Ургентном непрекидно у телефону разговору са мајком која је притиска у вези проблематичне сестре. Изузетно тежак случај који воде Павловић и Драшковић тера све да размисле о предностима у животу. |              |                       |                  |                 |                      |
| 7 | 7            | "Хладноћа Београда"   | Дејан Зечевић    | Сара Радојковић | 17. новембар 2014.   |
| Доктор Павловић на посао доводи своју ћерку, а и докторка Лукић у Ургентном има личну посету од стране своје старије сестре Дуње склоној испадима. Болесник Димић који је у више наврата долазио повређен као Петровићев болесник сад долази у Ургентни у пратњи полиције као осумњичени за покушај убиства малолетника за чији живот се Петровић и Сара боре у операционој сали. Арсић се извињава Кајином дечку Христићу за неочекивану посету, а болничарке и болничари праве опкладу за висину алкохола у крви њиховог старог познаника Томе. |              |                       |                  |                 |                      |
| 8 | 8            | "Савршен дан"         | Дејан Зечевић    | Сара Радојковић | 24. новембар 2014.   |
| Противништво између доктора Рефика и докторке Саре заоштрава чињеница да су се пријавили за исту хируршку стипендију. Сестра Каја и даље избегава одговор на понуду доктора Христића да живе заједно. У животу доктора Арсиће појављује се Лидија Вукић из Новафарма. Докторка Лукић опет има неочекивану посету у Ургентном, а доктор Павловић још увек није на чисто у ком правцу иде његов брак. |              |                       |                  |                 |                      |
| 9 | 9            | "Одрастање"           | Дејан Зечевић    | Сара Радојковић | 1. децембар 2014.    |
| Стажиста Ристић је необично пажљив према докторки Лукић док њен дечко, психијатар доктор Цветић, постаје све тањи са живцима и склон догађајном понашању у болници. Доктор Арсић схвата како је бити у кожи доктора Павловића кад је он због своје наводне прехладе остао цео дан код куће са својом женом. Сестра Катарина треба да прегледа девојку која је била силована, што јој посебно тешко пада. Сестра Љиља је довела Жицу, проблематичног момка од раније, на друштвено-користан рад у болници. |              |                       |                  |                 |                      |
| 10 | 10           | "Поверљиво из УЦ-а"   | Дејан Зечевић    | Сара Радојковић | 8. децембар 2014.    |
| Ускрс је и у Ургентном центру, али на другачији начин. Необична болесница Вера искушава Ристићеву способност за однос поверења са болесницима. Кад је свом болеснику саветовала да буде потпуно искрен, сестра Каја је решила да учини исто, иако то може да повреди доктора Христића. Лукићева се саветује са Павловићем по питању све узбуњујућег душевног стања доктора Цветића. |              |                       |                  |                 |                      |
| 11 | 11           | "Уторак после Ускрса" | Дејан Зечевић    | Сара Радојковић | 15. децембар 2014.   |
| Необично мирно преподне претворило се у паклени дан. Преломно стање у Ургентном дуго није било толико напето. Арсић се са одмора са својом девојком Лидијом вратио право у пакао. Сестра Каја објављује веридбу, али у преломном стању лекари и болничарке Ургентног центра све своје личне тешкоће стављају по страни, а чак и рендгенолог Стева креће у акцију. |              |                       |                  |                 |                      |
| 12 | 12           | "Романтика"           | Дејан Зечевић    | Сара Радојковић | 5. јануар 2015.      |
| Доктор Петровић у жељи да помогне једном болеснику прелази границе дозвољеног. Не стижући цео дан да се извуче са посла, доктора Павловића спашава Лидија која иде у куповину поклона за његову супругу уместо њега. Један болесник и његово жртвовање за жену коју воли враћају веру у романтику уморним лекарима. |              |                       |                  |                 |                      |
| 13 | 13           | "Средњи век"          | Дејан Зечевић    | Сара Радојковић | 12. јануар 2015.     |
| Докторка Лукић, растрзана између гужве у Ургентном центру и надмености доктора Драшковића, улази са њим у сукоб. Иако бежи од породичних тешкоћа, они сами налазе доктора Петровића јер га његова сестра Сандра посећује у болници. Сестра Каја и доктор Арсћи подучавају двоје јако младих родитеља основним стварима, Ристић први пут самостално спроводи дренажу пред доктором Петровићем и тако добија позивницу да присуствује правој операцији. |              |                       |                  |                 |                      |
| 14 | 14           | "Срећни добитник"     | Стеван Филиповић | Сара Радојковић | 19. јануар 2015.     |
| Након проблематичног случаја Врањеш, докторка Лукић одлази на разговор код Драшковића. У Ургентни центар стиже неколико необичних случајева: Колумбијац са проблематичним доказним штивом у желуцу, Алекса, дечко опседнут бојама и социолог Дарко ког је његово необично понашање ту и довело. Ристићу се прикључује нова стажисткиња Дијана па је он сада задужен да је "упути у посао". Рефик је приморан да напусти операцију како би решио ствар са мајком, а сестра Грујић се одлучује да важан корак у животу. |              |                       |                  |                 |                      |
| 15 | 15           | "Нестали"             | Дејан Зечевић    | Сара Радојковић | 26. јануар 2015.     |
| Доктора Арсиће мучи неколико тешких и озбиљних случајева у којима највише пате деца. Докторка Лукић и даље трпи испитивања поводом случаја Врањеша који је умро у њеној смени, а каријера јој је по први пут у опасности. Рефик, у немогућности да сам брине о мајци, унајмљује терапеуткињу Наташу. |              |                       |                  |                 |                      |
| 16 | 16           | "5. јун 2014."        | Стеван Филиповић | Сара Радојковић | 2. фебруар 2015.     |
| Нимало лак дан за доктора Павловића започиње великом несрећом после које га је дочекао Драшковић изненада му понудивши ново радно место. Једна болесница која болује од рака га моли да јој скрати муке и искључи је са апарата. Ристић схвата да је потценио нову стажисткињу Дијану и да ће такмичење са њом бити много теже него што је очекивао. У међувремену, дечаку, једном од Арсићевих болесника бежи љубимац који узбуњује цео Ургентни центар. Кућни љубимац је змија. |              |                       |                  |                 |                      |

## Филмска екипа
- Извршни продуценти: Сретен Јовановић 
 Горан Стаменковић
- Адаптација сценарија: Сара Радојковић
- Помоћник редитеља: Срђан Микић 
 Сузана Пурковић
- Монтажа:Драган Красић 
 Немања Радић 
 Гаврило Јовановић 
 Немања Рачић
- Директор фотографије: Маја Радошевић 
 Игор Шунтер 
 Лука Милићевић
- Сценографија: Ивана Десанчић 
 Жељко Антовић
- Костим: Катарина Циглић
- Редитељ друге екипе: Милан Коњевић
- Режија: Стеван Филиповић 
 Дејан Зечевић